# Live in Hyde Park
Live in Hyde Park è un album live dei Red Hot Chili Peppers, pubblicato nel 2004. Il disco venne distribuito nei mercati di Europa, Giappone, Australia e Nuova Zelanda, ma non in quello USA.

## Descrizione
L'album contiene:
- le versioni dal vivo di brani da Blood Sugar Sex Magik, Californication e By the Way, e di Fortune Faded (già nel Greatest Hits del 2003), eseguite all'Hyde Park di Londra (Gran Bretagna);
- gli inediti Rolling Sly Stone e Leverage of Space;
- le cover di I Feel Love (Donna Summer), Brandy (Looking Glass) e Black Cross (45 Grave).

## Tracce

### Disco 1
1. Intro – 3:55
2. Can't Stop – 5:13
3. Around the World – 4:12
4. Scar Tissue – 4:08
5. By the Way – 5:20
6. Fortune Faded – 3:28
7. I Feel Love – 1:28 – cover di Donna Summer
8. Otherside – 4:34
9. Easily – 5:00
10. Universally Speaking – 4:16
11. Get on Top – 4:06
12. Brandy – 3:34 – cover dei Looking Glass
13. Don't Forget Me – 5:22
14. Rolling Sly Stone – 5:06

### Disco 2
1. Throw Away Your Television – 7:30
2. Leverage of Space – 3:29
3. Purple Stain – 4:16
4. The Zephyr Song – 7:04
5. Californication – 5:26
6. Right on Time / Transmission (intro) – 3:54
7. Parallel Universe – 5:37
8. Drum Homage Medley – 1:29
9. Under the Bridge – 4:54
10. Black Cross – 3:30 – cover dei 45 Grave
11. Flea's Trumpet Treated by John – 3:28
12. Give It Away – 13:17

## Formazione
- Anthony Kiedis - voce
- John Frusciante - chitarra, voce
- Flea - basso, cori, tromba
- Chad Smith - batteria, percussioni